# Terence Davies
Terence Davies (Kensington, 10 de noviembre de 1945-Mistley, 7 de octubre de 2023) fue un guionista, cineasta, novelista y actor británico.

## Datos biográficos y carrera cinematográfica
Davies nació en Kensington, Liverpool, de padres católicos de clase trabajadora, hijo menor de una familia de diez hijos. Aunque criado como católico por su madre, profundamente religiosa, más tarde rechazó la religión y se consideraba ateo.
Después de dejar la escuela a los dieciséis años, trabajó durante diez años como empleado de una oficina de transporte y como contable no cualificado, antes de salir de Liverpool para asistir a la Coventry Drama School. Mientras estaba allí, escribió el guion de lo que se convirtió en su primer cortometraje autobiográfico, Niños (1976), rodado bajo los auspicios de la Junta de Producción del BFI. 
Tras esta iniciación en la realización de películas, Davies fue a la Escuela Nacional de Cine, completando Virgen con el Niño (1980), una continuación de la historia del alter ego de Davies, Robert Tucker, que abarca sus años como oficinista en Liverpool. Tres años más tarde, completó la trilogía con Muerte y transfiguración (1983), en la que se plantea la hipótesis de las circunstancias de su muerte. Estas obras pasaron a ser exhibidas juntas en festivales de cine de Europa y EE. UU. como The Terence Davies Trilogy, ganando numerosos premios. Davies, que es gay, con frecuencia explora temas gais en sus películas.
Debido a las dificultades de financiación y su negativa a transigir, la aparición de Davies ha sido relativamente esporádica, con pocos largometrajes estrenados hasta la fecha. Los dos primeros, Voces distantes y El largo día acaba, son películas muy autobiográficas que transcurren en los años cuarenta y cincuenta en Liverpool. La biblia de neón y La casa de la alegría, en la que eligió como protagonista a Gillian Anderson y que le valió las mejores críticas y reconocimientos, son adaptaciones de novelas de John Kennedy Toole y Edith Wharton, respectivamente. Su pretensión de que Sunset Song, una adaptación de la novela de Lewis Grassic Gibbon, fuera su quinta película fracasó. Los inversores escoceses e internacionales abandonaron el proyecto después de que la BBC, Channel 4 y el UK Film Council rechazaran proveer los fondos finales. Supuestamente, Davies estuvo considerando a Kirsten Dunst para el papel principal antes de que el proyecto se pospusiera.
Entre tanto, produjo dos obras para la radio, A Walk to the Paradise Garden, guion de radio original emitido por BBC Radio 3 en 2001, y una adaptación para la radio, en dos partes, de Las olas, de Virginia Woolf, emitida por BBC Radio 4, en septiembre de 2007.
El largo intervalo de tiempo entre sus películas terminó con su primer documental, Of Time and the City, que se estrenó fuera de concurso en el Festival de Cine de Cannes de 2008. El trabajo utiliza imágenes de noticiarios antiguos, música popular contemporánea y una narración del propio Davies como un canto agridulce a su ciudad natal de Liverpool. Recibió críticas entusiastas en su estreno.
En 2011, dirigió The Deep Blue Sea. En 2013, se encargó de la dirección de Tío Vania en el Teatro de Wyndham. En 2015 dirigió Sunset Song, en 2016 A quiet passion (Historia de una pasión), sobre la escritora Emily Dickinson y en 2021 Benediction sobre los amigos íntimos, militares y escritores antibelicistas Siegfried Sassoon y Wilfred Owen.

## Estilo
Terenece Davies es el guionista de sus películas. Los diálogos son precisos y sugerentes. 
Davies se caracteriza por incidir en las convicciones y resistencia emocional, y a veces física, de sus personajes. También de la influencia de la familia, la memoria en la vida cotidiana y los efectos paralizantes de la religiosidad dogmática sobre la vida emocional de los individuos y las sociedades. 
Estilísticamente, las obras de Davies son notables por sus composiciones simétricas, la estructura "sinfónica" y el ritmo mesurado. Sus composiciones son complejas y casi pictóricas.

## Filmografía
- Children (1976)
- Madonna and Child (1980)
- Death and Transfiguration (1983)
- The Terence Davies Trilogy (1984)
- Distant Voices, Still Lives (1988)
- The Long Day Closes (1992)
- The Neon Bible (1995)
- La casa de la alegría (2000)
- Of Time and the City (2008)
- The Deep Blue Sea (2011)
- Sunset Song (2015)
- A quiet passion (2016)
- Benediction (2021)

## Premios y distinciones
Festival Internacional de Cine de Cannes
| Año  | Categoría        | Película                    | Resultado |
| ---- | ---------------- | --------------------------- | --------- |
| 1988 | Premios FIPRESCI | Distant Voices, Still Lives | Ganador   |